# 히라야마 도모노리
히라야마 도모노리(일본어: 平山 智規, 1978년 1월 9일 ~ )는 일본의 전 축구 선수이다.

## 구단 경력
과거 가시와 레이솔, 주벤투스에서 활동하였다.